# Ernest Brandewie
Ernest Brandewie (* 1. Januar 1931 in Fort Laramie; † 27. März 2021 in Notre Dame) war ein US-amerikanischer Ethnologe.

## Leben
Er promovierte in Kulturanthropologie an der University of Chicago (1966). Er betrieb Feldforschung in Papua-Neuguinea, dem Gebiet, das ihm aus seiner früheren Arbeit als Missionar der Steyler Missionare bekannt war. Er lehrte Kulturanthropologie an der Universität von San Carlos (1966–1972) und anschließend an der Indiana University South Bend (1974–1996).

## Schriften (Auswahl)
- Contrast and context in New Guinea culture. The case of the Mbowamb of the Central Highlands. Sankt Augustin 1981, ISBN 3-921389-61-5.
- Wilhelm Schmidt and the origin of the idea of God. Lanham 1983, ISBN 0-8191-3363-9.
- When giants walked the earth. The life and times of Wilhelm Schmidt, SVD. Fribourg 1990, ISBN 3-7278-0712-1.
- The last shall be first. The life of Thomas Tien Keng-hsin, China's first Cardinal. Nettetal 2007, ISBN 3-8050-0552-0.